# كيفن إسترادا
كيفن إسترادا هو لاعب هوكي الجليد كندي، ولد في 28 مايو 1982 في سوري في كندا.

## وصلات خارجية
- كيفن إسترادا على موقع دوري الهوكي الوطني (الإنجليزية)
- كيفن إسترادا على موقع EliteProspects.com (الإنجليزية)
- كيفن إسترادا على موقع Eurohockey.com (الإنجليزية)
- كيفن إسترادا على موقع HockeyDB.com (الإنجليزية)